# والتر فون بولتنشتيرن
والتر فون بولتنشترن (26 نوفمبر 1889 - 19 يناير 1952) جنرالًا ألمانيًا في الفيرماخت بألمانيا النازية خلال الحرب العالمية الثانية الذي قاد عدة فرق. وقد حصل على وسام الفارس الصليبي الحديدي. تم إعفاء بولتنسترن من الخدمة الفعلية في عام 1945، في وقت لاحق من ذلك العام تم القبض عليه من قبل الجيش الأحمر السوفيتي. توفي في الأسر السوفيتية في معسكر سجن Voikovo في عام 1952.

## الجوائز والأوسمة
- وسام الفارس الصليبي الحديدي في 13 أغسطس 1941 كجنرال قائد وقائد 29. فرقة المشاة [1]

### اقتباسات
1. ↑  Fellgiebel 2000, p. 119.

### قائمة المراجع
- Fellgiebel, Walther-Peer (2000) [1986]. Die Träger des Ritterkreuzes des Eisernen Kreuzes 1939–1945 — Die Inhaber der höchsten Auszeichnung des Zweiten Weltkrieges aller Wehrmachtteile [The Bearers of the Knight's Cross of the Iron Cross 1939–1945 — The Owners of the Highest Award of the Second World War of all Wehrmacht Branches] (بالألمانية). Friedberg, Germany: Podzun-Pallas. ISBN:978-3-7909-0284-6.

| مناصب عسكرية    | مناصب عسكرية                | مناصب عسكرية    |
| --------------- | --------------------------- | --------------- |
| سبقه {{{سبقه}}} | {{{العنوان}}} {{{الأعوام}}} | تبعه {{{تبعه}}} |